# 環蝶族
環蝶族（學名：Amathusiini）是鱗翅目蛺蝶科眼蝶亞科中的一個族。物種體形較大，分佈於印澳區森林。

## 種系發生學

### 外類群
「環蝶」曾被視作蝴蝶分類中獨立的一類，如分級為環蝶科，或閃蝶亞科中的一族。但近代研究指出，相比分佈於新熱帶界的閃蝶，環蝶與其他眼蝶的演化支有更密切的關係。至今「環蝶」成為眼蝶亞科中的一族——環蝶族。

### 內類群
即使「環蝶」一類成為了環蝶族，並非所有曾被視作環蝶的分類歸入此單元。狼環蝶屬（Hyantis）和閃環蝶屬 （Morphopsis）兩個分佈於新畿內亞的屬今歸入鋸眼蝶族。而黃帶環蝶（Xanthotaenia busiris）不是環蝶，Corbet et al. (1992)和Penz et al. (2006)指出黃帶環蝶幼蟲階段的形態顯然是屬眼蝶一類，Peña & Wahlberg(2008) 指出牠屬於幘眼蝶族。

## 分類
- 波紋環蝶屬 Melanocyma
- 串珠環蝶屬 Faunis
- 眼環蝶屬 Taenaris
- 紋環蝶屬 Aemona
- 矩環蝶屬 Enispe
- 環蝶屬 Amathusia
- 尖翅環蝶屬 Zeuxidia
- 交脈環蝶屬 Amathuxidia
- 斑環蝶屬 Thaumantis
- 帶環蝶屬 Thauria
- 方環蝶屬 Discophora
- 箭環蝶屬 Stichophthalma

## 腳註
1. 1 2  Wahlberg, Niklas and Andrew V. Z. Brower. 2009. Amathusiini Moore 1894. Version 16 November 2009 (under construction). http://tolweb.org/Amathusiini/70273/2009.11.16 （页面存档备份，存于） in The Tree of Life Web Project, http://tolweb.org/ （页面存档备份，存于） （英文）
2. ↑  Brower, Andrew V. Z. 2009. Xanthotaenia busiris Westwood 1858. Yellow-banded nymph. Version 10 March 2009 (under construction). http://tolweb.org/Xanthotaenia_busiris/70716/2009.03.10 （页面存档备份，存于） in The Tree of Life Web Project, http://tolweb.org/ （页面存档备份，存于） （英文）
3. ↑  Wahlberg, Niklas and Andrew V. Z. Brower. 2016. Zetherini Reuter 1896. Version 13 May 2016 (under construction). http://tolweb.org/Zetherini/70259/2016.05.13 （页面存档备份，存于） in The Tree of Life Web Project, http://tolweb.org/ （页面存档备份，存于） （英文）